# Au coin de la rue
Pour plus de détails, voir Fiche technique et Distribution.
Au coin de la rue (Street Corner) est un film britannique réalisé par Muriel Box, sorti en 1953.

## Synopsis
Le quotidien de trois femmes exerçant la profession de policières...

## Fiche technique
- Titre français : Au coin de la rue ou Les Anges de la rue[1]
- Titre original : Street Corner
- Réalisation : Muriel Box
- Scénario : Muriel Box et Sydney Box d'après une histoire de Jan Read
- Photographie : Reginald H. Wyer
- Pays d'origine : Royaume-Uni
- Genre : drame
- Date de sortie : 
  - Royaume-Uni : 1953
  - France : 26 février 1954[1]

## Distribution
- Anne Crawford : Susan
- Archie Duncan : Inspecteur Chef
- Peggy Cummins : Bridget Foster
- Rosamund John : Pauline Ramsey
- Terence Morgan : Ray
- Barbara Murray : Lucy Loggart
- Ronald Howard : David Evans
- Eleanor Summerfield : Edna Hurran
- Charles Victor : Muller
- Michael Medwin : Chick Farrar
- Thora Hird : Mrs. Perkins
- Marjorie Rhodes : Mrs. Foster
- Joyce Carey : Miss Hopkins
- Dora Bryan : Prostituée
- Maurice Denham : Mr. Dawson
- Michael Hordern : Heron
- Jean Anderson : Miss Haversham
- Nelly Arno : Cliente chez le bijoutier
- David Horne : un juge